# Richard (Tschechien)
Richard ist ein kerntechnisches Endlager für schwach- und mittelradioaktive Abfälle aus Forschung, Industrie und Medizin in einem gleichnamigen vormaligen Kalkbergwerk im Böhmischen Mittelgebirge in Tschechien.

## Lage
Das Endlager liegt ca. 2,5 Kilometer nordwestlich des Stadtzentrums von Litoměřice im Höhenzug nördlich des Bergs Radobýl, linksseitig der Straße nach Kamýk. Es liegt ca. 70 Meter unter der Tagesoberfläche und oberhalb des Grundwasserspiegels.

## Geschichte

### Bergbau und U-Verlagerung

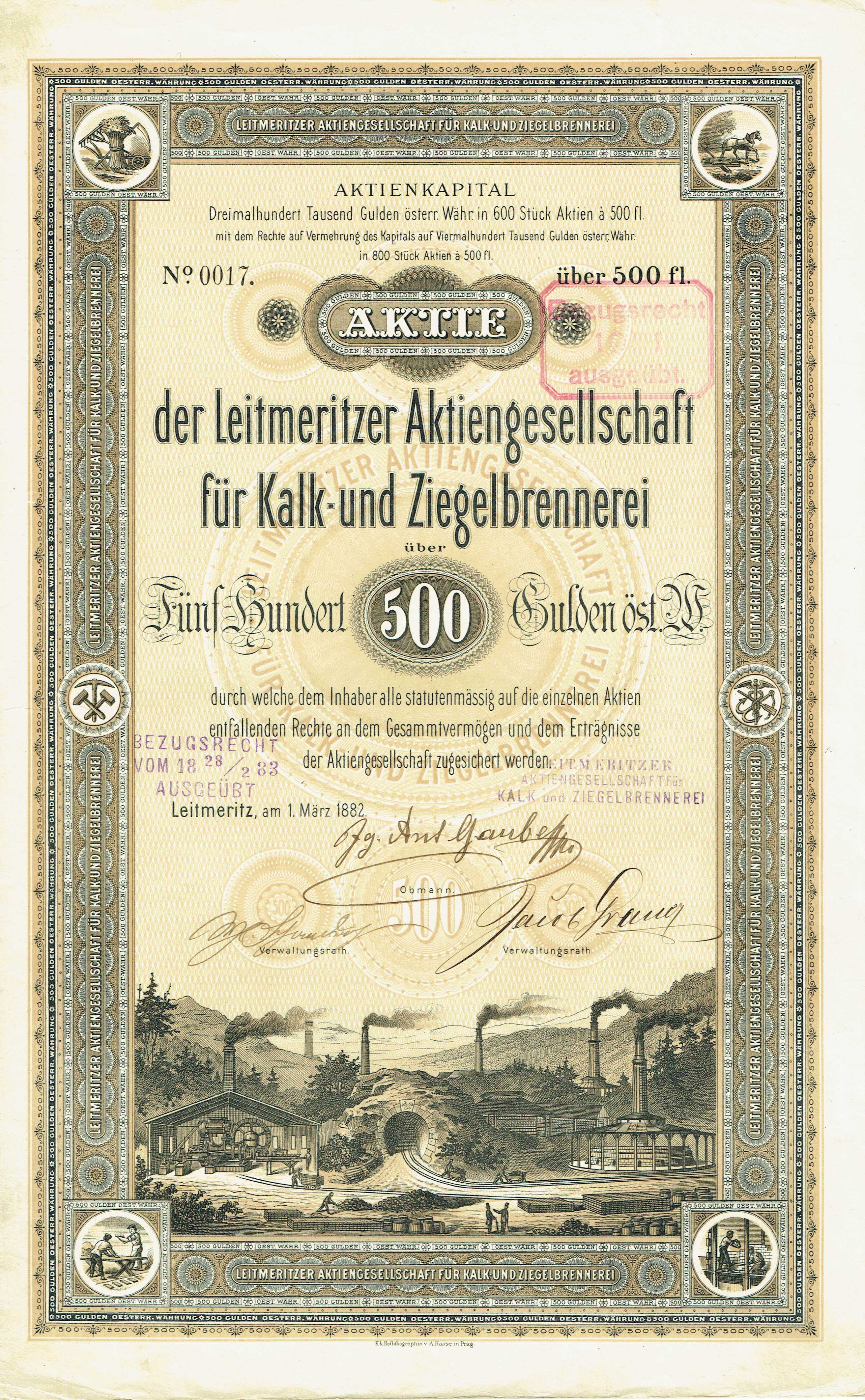
Aktie über 500 österreichische
Gulden der Leitmeritzer AG für Kalk- und Ziegelbrennerei vom 1. März 1882 (mit Abbildung der Mine)

Der Abbau von Kalkstein unter dem Hügel Bídnice begann in der ersten Hälfte des 19. Jahrhunderts. Der Kalkstein in diesem Bereich wurde in einer Tiefe um 70 bis 80 Meter unter der Oberfläche in einer ungefähr fünf Meter dicken Schichtung abgebaut. Die Bedingungen waren optimal für den Kalkabbau, was zur Schaffung von drei getrennten Kalkwerken in dieser Gegend führte.
Nach dem Münchner Abkommen 1938 wurde Litoměřice als Leitmeritz ins Deutsche Reich eingegliedert und das Bergwerk von der Leitmeritzer Kalk- und Ziegelwerke AG (1870 gegründet als Leitmeritzer AG für Kalk- und Ziegelbrennerei) betrieben. Während des Zweiten Weltkrieges wurde das Bergwerk ab 1944 unter dem nationalsozialistischen Decknamen Richard für die Untertage-Verlagerung von deutschen Rüstungs-Produktionsanlagen ausgebaut, wesentlich von Häftlingen des in unmittelbarer Nähe errichteten KZ-Außenlagers Leitmeritz (siehe dort auch zur Geschichte der U-Verlagerung).
Nach dem Ende des Zweiten Weltkrieges befand sich der unterirdische Komplex in verschiedenen Ausbaustufen, von Durchgängen der ursprünglichen Bergbauaktivität bis hin zu vollständig ausgebauten Fabrikationshallen. Nach dem Abtransport der ganzen Ausrüstung bis Ende 1945 durch die Rote Armee, nahm die Zement- und Kalkgesellschaft von Čížkovice das Bergwerk für den neuerlichen Abbau von Kalkstein in Betrieb. Im Laufe der nächsten 15 Jahre wurden zahlreiche weitere Stollen im Komplex von Richard I geschaffen. Schließlich wurde die Untertage-Förderung von Kalkstein unrentabel und der Bergbau eingestellt.

### Endlager
1959 erfolgte einer der ersten offiziellen Vorschläge bezüglich des Gebrauchs des Komplexes von Richard II, einem Stollen des vormaligen Kalkbergwerks und Objekt der nationalsozialistischen U-Verlagerung, als Endlager für radioaktive Abfälle. Das Endlager ging 1964 in Betrieb. Im Januar 2000 übernahm die neu errichtete Behörde für radioaktive Endlager der Tschechischen Republik (SÚRAO) das Endlager in staatliche Obhut. Es soll noch bis 2070 weiter betrieben werden.

## Einlagerungsinventar

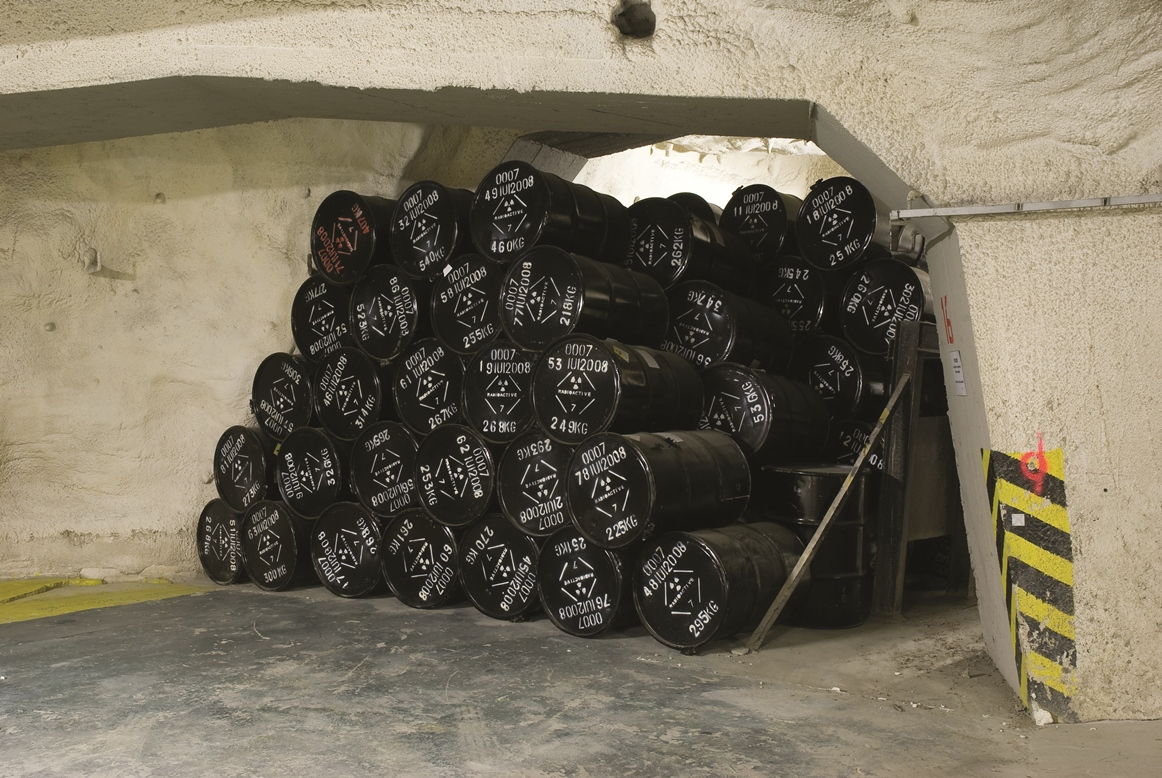
Fässer im Endlager Richard (2008)

Radioaktive Abfälle aus Medizin, Industrie und Forschung als sogenannte institutionelle Abfälle einerseits und Betriebsabfälle aus Kernkraftwerken andererseits werden in Tschechien getrennt endgelagert. Für die institutionellen Abfälle sind zwei Endlager in Betrieb: Richard zur Endlagerung von Abfällen mit künstlich erzeugten Radionukliden und das Endlager Bratrství für Abfälle mit natürlichen Radionukliden, d. h. Nukliden aus den Uran- und Thoriumzerfallsreihen. Betriebsabfälle aus Kernkraftwerken werden ausschließlich im Endlager Dukovany verwahrt.
Das Endlager Richard hat eine Lagerkapazität von 10.250 m3 und ist Stand 2017 zu ca. 70 % belegt. Insgesamt werden über 19.000 m3 im Stollen Richard II genutzt.
Die einzulagernden Abfälle sind in Fässern verpackt. Jährlich werden im Durchschnitt 300 Behälter in das Lager Richard gebracht.